# Thomas Gore (Rennfahrer)
Thomas Gore (* 22. März 2005 in Montego Bay, Jamaika) ist ein jamaikanischer Rennfahrer.

## Biographie
Gore stammt aus einer Motorsportfamilie, auch Vater und Großvater waren Rennfahrer. Er begann seine Motorsportkarriere im Kartbereich und fuhr auch im Caribbean Radical Cup und im Radical Cup UK. 2024 trat er erstmals in der ADAC GT4 Germany an, zusammen mit Senna Summerbell in einem Audi R8 LMS GT4, für das tschechische Team SAPE Motorsport. Zur Saisonhälfte wechselten beide zu AVIA W&S Motorsport. Mit diesen erreichte Goreden dritten Platz am Hockenheimring – sein  erstes Podium. In der Saison 2025 fährt Gore zusammen mit Alon Gabbay.

## Motorsporthistorie
- 2024 – ADAC GT4 Germany
- 2025 – ADAC GT4 Germany

### Einzelergebnisse in der ADAC GT4 Germany
| Saison | Team                | Fahrzeug               | OSC | OSC | LAU | LAU | NOR | NOR | NÜR | NÜR | RBR | RBR | HOC | HOC | Punkte |
| ------ | ------------------- | ---------------------- | --- | --- | --- | --- | --- | --- | --- | --- | --- | --- | --- | --- | ------ |
| 2024   | SAPE Motorsport     | Audi R8 LMS GT4        | 19  | 19  | DSQ | DNF |     |     |     |     |     |     |     |     | 0      |
| 2024   | AVIA W&S Motorsport | Porsche 718 Cayman GT4 |     |     |     |     |     |     | DNF | 10  | 14  | 8   | 3   | 5   | 49     |
| Saison | Team                | Fahrzeug               | OSC | OSC | NOR | NOR | NÜR | NÜR | SAC | SAC | RBR | RBR | HOC | HOC | Punkte |
| 2025   | AVIA W&S Motorsport | Porsche 718 Cayman GT4 | 8   | DNF | 14  | 17  | 12  | 7   |     |     |     |     |     |     | 24     |